# Julianaboom (Beekbergen)

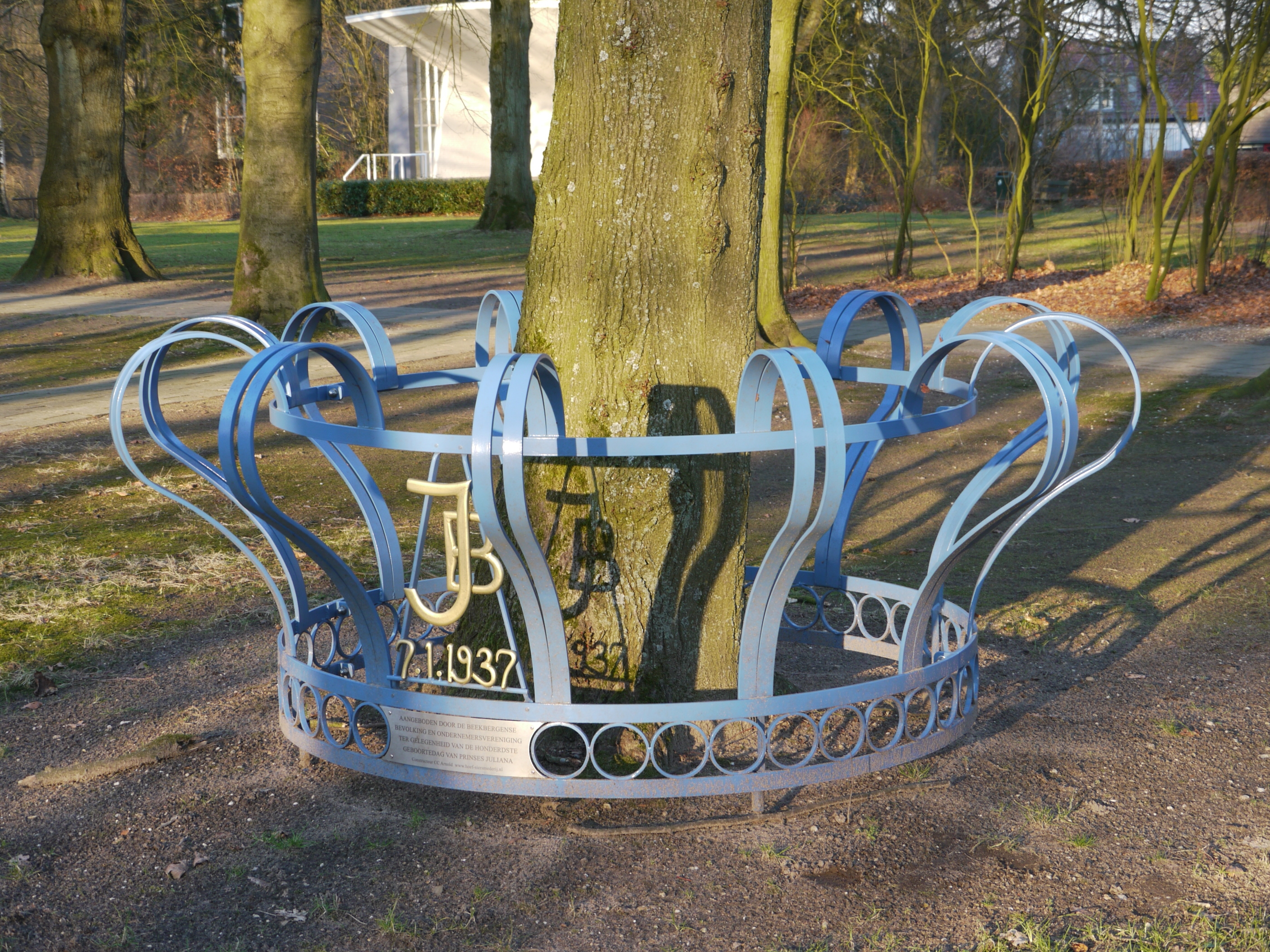
De boom met het nieuwe sierhek in 2011

De Julianaboom in het Gelderse dorp Beekbergen bevindt zich in het Teixeira de Mattospark. De boom werd in 1937 geplant ter ere van het huwelijk tussen Juliana der Nederlanden en Bernhard van Lippe-Biesterfeld. Rond de boom staat een sierhek. Op 5 mei 2010, Bevrijdingsdag, werd een nieuw sierhek rond de boom onthuld door wethouder Rob Metz ter ere van de honderdste geboortedag van Juliana en omdat het oude sierhek in slechte staat was. Het sierhek werd betaald door ondernemers en winkeliers uit Beekbergen, stichting Veluwse Avondmarkt en de dorpsraad van Beekbergen. De aankondiging van de bouw van het hek zou oorspronkelijk tijdens het defilé op Koninginnedag 2009 in Paleis Het Loo worden gegeven door basisschoolleerlingen uit Beekbergen en Lieren, maar dit ging niet door wegens een aanslag. Het nieuwe hek is ontworpen en vervaardigd door de Klarenbeekse smid Chrit Arnold. Op het sierhek staan de initialen "J" en "B" van Juliana en Bernhard door elkaar en daaronder staat "7.1.1937", de datum waarop het huwelijk tussen beide plaatsvond.
In 2013 hing het Nieuw Republikeins Genootschap uit protest tegen de monarchie het sierhek vol met witte lintjes. Dit werd gedaan nadat het genootschap had opgeroepen Oranjebomen in Nederland vol te hangen met witte lintjes.